# トラヴニク
トラヴニク（ボスニア語: Travnik,クロアチア語: Travnik,セルビア語: Травник）はボスニア・ヘルツェゴビナの都市及び基礎自治体でサラエヴォからは約100kmほど北西に位置し、同国を構成する構成体のうちボスニア・ヘルツェゴビナ連邦の中央ボスニア県に属し、同県の県都である。1697年から1850年にかけてオスマン帝国ボスニア州（1580–1867）の首府が置かれていた。

## 地勢
トラヴニクは中央ボスニアに位置し、ボスナ川の支流であるラシュヴァ川（Lašva）が町を流れている。トラヴニクはラシュヴァ川の渓谷に作られた町で東はボスナ川渓谷、西はヴルヴァス川渓谷とつながっている。トラヴニクの標高は514mで周囲をヴィレニツァ山（Vilenica）やヴラシチ山（Vlašić）などの山地に囲まれているのが地理的な特徴である。ヴラシチ山の名はヴラフ人に因んでおり、標高は1,933mである。トラヴニクの気候はアドリア海南部とパンノニア平原北部の間に位置する大陸性気候である。夏の平均気温は18.2℃、冬は0.5℃で毎冬降雪が見られる。

## 歴史
トラヴニクはいくつかの居住地の発見から青銅器時代に遡るとされる。歴史的には紀元前数世紀に遡るとされ、当時の多くの物はローマ集落の存在を示しており要塞や他の建物跡が残され、初期のキリスト教聖堂などやローマのコインや飾り額等も見付かっている。発見されたいくつかの文書から集落はローマの植民地であった30kmほど離れた今日のゼニツァとつながりがあったことを示している。
この地域が初めて言及されたのは1244年にハンガリー王国のベーラ4世による物で、トラヴニクはこの地域の城砦都市の一つでありカシュテル城砦（Kaštel）は今日旧市街の区域となっている。中世、トラヴニクはボスニア王国（1377年 - 1463年）のラシュヴァ州（župa Lašva）であった。
オスマン帝国による最初の言及は近隣のヤイツェを征服した期間に見られる。オスマンのボスニア支配後、人口の多くをイスラム系が占めるようになった。トラヴニクはこの地域の支配の中心として急速に発展しモスクやバザールなど様々なインフラが整備されていった。1699年、それまで行政的な中心であったサラエヴォがハプスブルク君主国のオイゲン・フォン・ザヴォイエンによって焼き払われると、トラヴニクはオスマン帝国ボスニア州の首府となりワズィールの邸宅などが置かれるようになった。トラヴニクはオスマン帝国の西側の前線の中心として重要になり、フランスやオーストリア＝ハンガリー帝国の領事館が置かれていた。オーストリア＝ハンガリー帝国の支配下で共同統治国ボスニア・ヘルツェゴヴィナ（Condominium of Bosnia and Herzegovina、1878年 - 1918年）となった後、西洋化と工業がトラヴニクにもたらされたが都市としての重要性は低下した。この間バニャ・ルカ、サラエヴォ、トゥズラ、ゼニツァなどの都市は急速に発展している。
ボスニア・ヘルツェゴビナ紛争時、市民の多くはセルビア人勢力との紛争から被害を避けるため町から逃れているが、ワシントン合意以前に地元のボシュニャク人とクロアチア人勢力の間での衝突が起こっている。戦後、トラヴニクは中央ボスニア県の県都になった。

## 人口動態
- 1971年 - 合計55,822人
  - ボシュニャク人 - 24,480 (43,85%)
  - クロアチア人 - 22,645 (40,56%)
  - セルビア人 - 7,554 (13.53%)
  - ユーゴスラビア人 - 626人 (1.12%)
  - その他 - 517 (0,94%)

- 1991年 - 合計70,747人
  - ボシュニャク人 - 31,813人(45%)
  - クロアチア人 - 26,118人(37%)
  - セルビア人 - 7,777人(11%)
  - その他 - 5,039人(7%)

## 経済
1990年代初期の紛争中、特別な産業がとくにないトラヴニクは経済的に苦しんでいた。1981年のトラヴニクのGDPはユーゴスラビア平均の63%であった。
現在、この地域の産業は農業や畜産業などで工業はマッチや家具の製造などである。食品加工はまた有力な産業で精肉や製乳が行われている。

## 文化
トラヴニクには豊かな文化があり、そのほとんどはボスニア州の首府が置かれたオスマン帝国期に遡る。トラヴニクには旧市街があるが、15世紀半ばのボスニアが独立を保っていた時期にまで遡る。多くのモスクやクロアチア人のカトリック教会がこの地域には存在し、歴史的に重要な象徴である素晴らしいオスマンの墓地などもある。市立博物館は1950年に建てられ、この地域をより感じさせる物となっている。トラヴニクは1961年にノーベル文学賞を受賞した作家イヴォ・アンドリッチや1998年にサッカーのクロアチア代表チームの監督を務めワールドカップでクロアチアを3位に導いたミロスラヴ・チロ・ブラジェビッチ（Miroslav Ćiro Blažević）などの出身地として知られている。

## 観光
ボスニアの他の多くの町と同様にトラヴニクもその多くを歴史や地理的なものをベースとした観光に依存している。近隣のヴラシチ山はボスニア・ヘルツェゴビナでは高い山の1つで、スキーやハイキング、そり滑りの適地となっている。

## スポーツ
- NKトラヴニク - サッカークラブ

## 姉妹都市
- ライプツィヒ、ドイツ
- クルシェヴァツ、セルビア

## 出身者
- イヴォ・アンドリッチ - 小説家
- ヨゼフ・パーレニーチェク - ピアニスト
- ニクシャ・ブラトシュ - ミュージシャン
- ミロスラヴ・ブラジェヴィッチ - サッカー選手、指導者

## ギャラリー

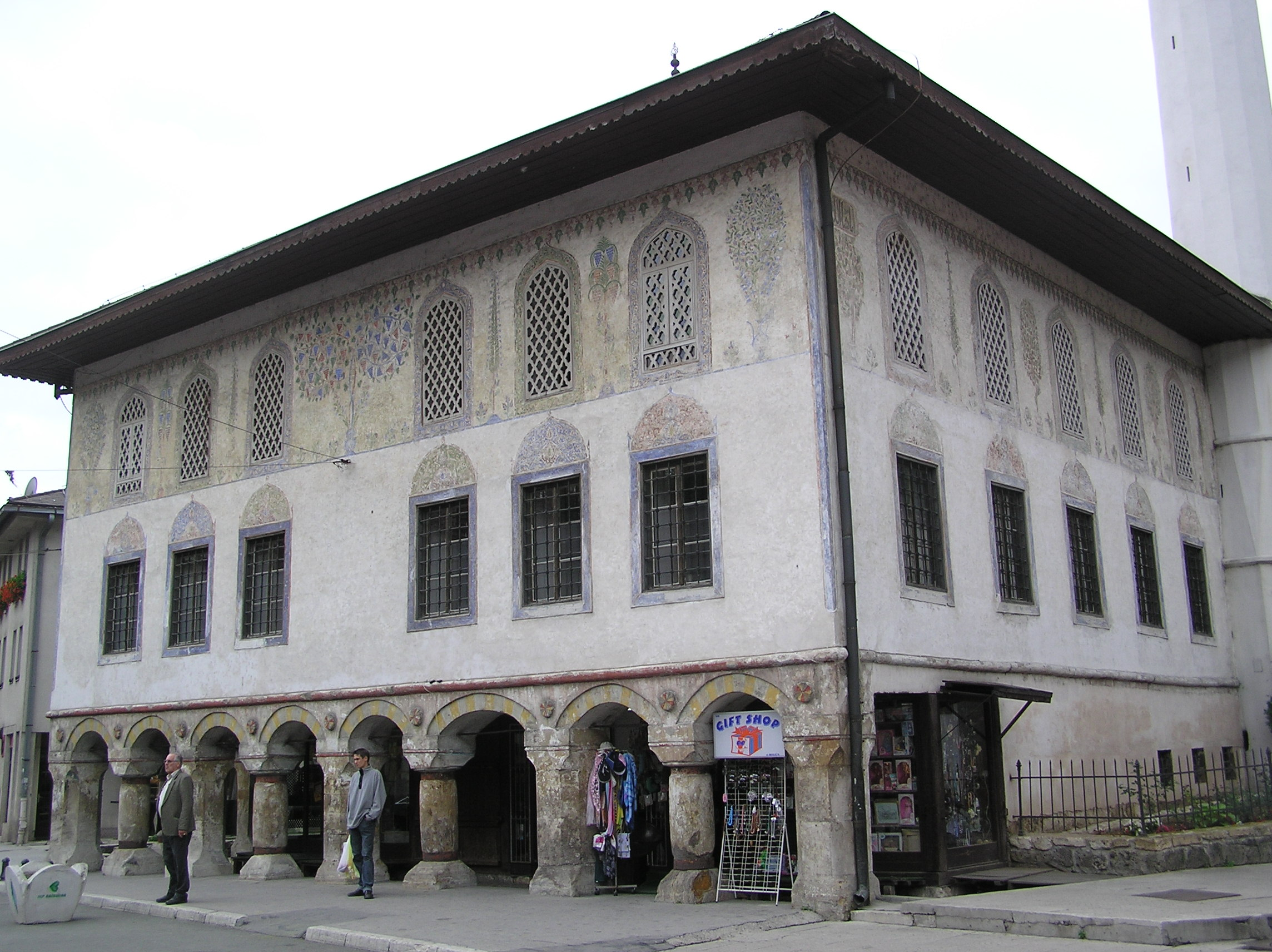
スレイマニアモスク
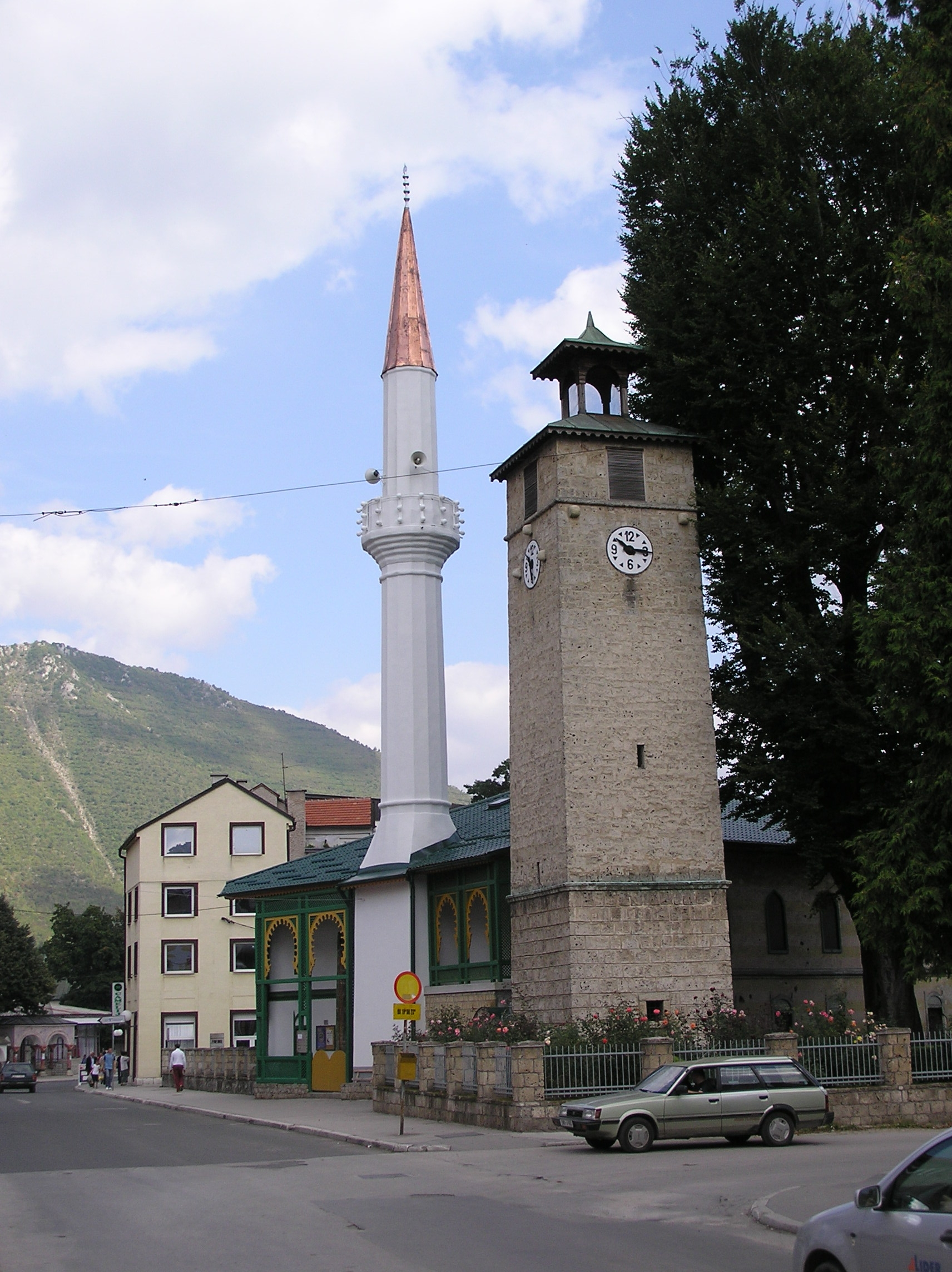
時計塔
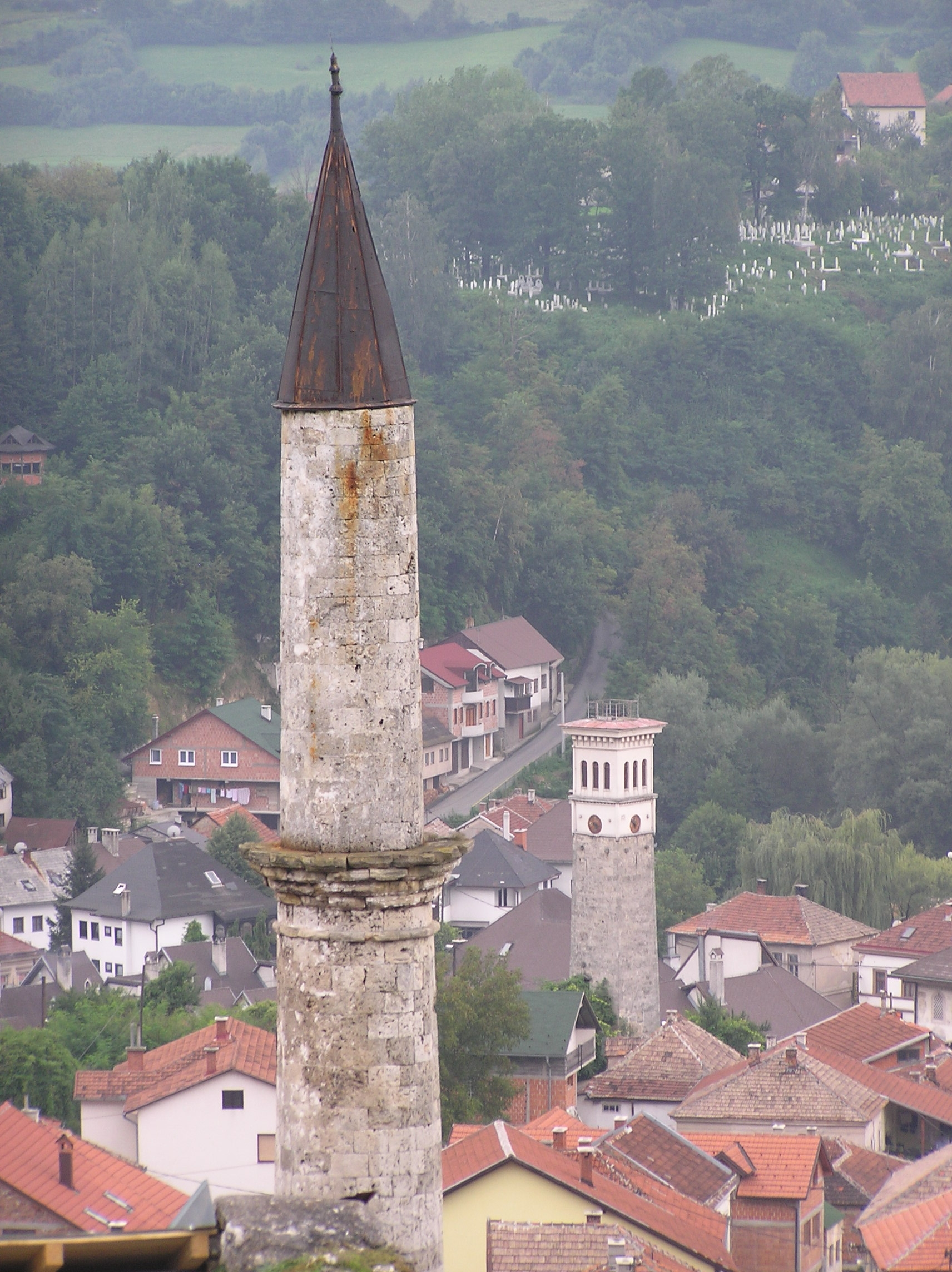
トラヴニク城からの眺め
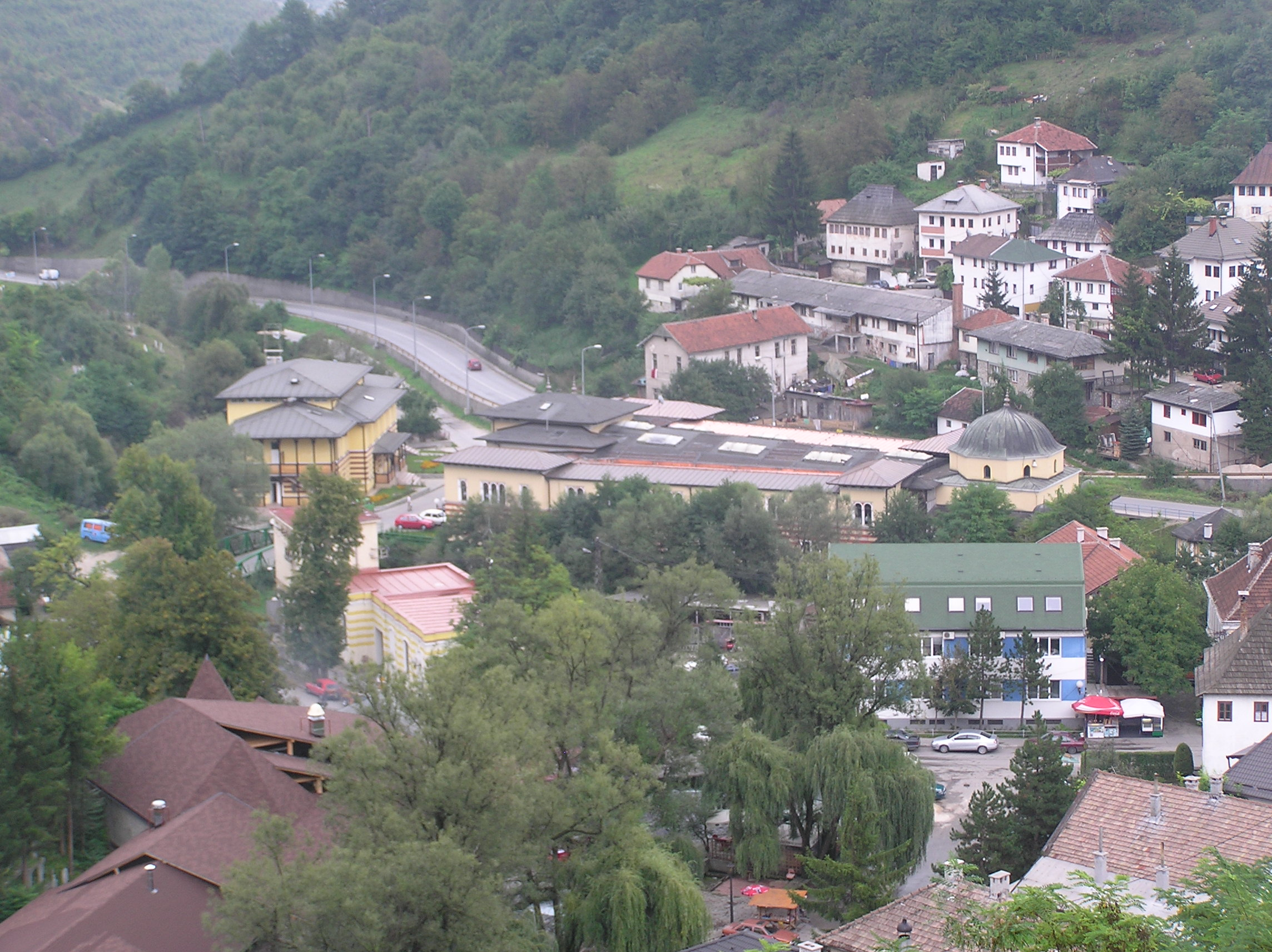
トラヴニク市街
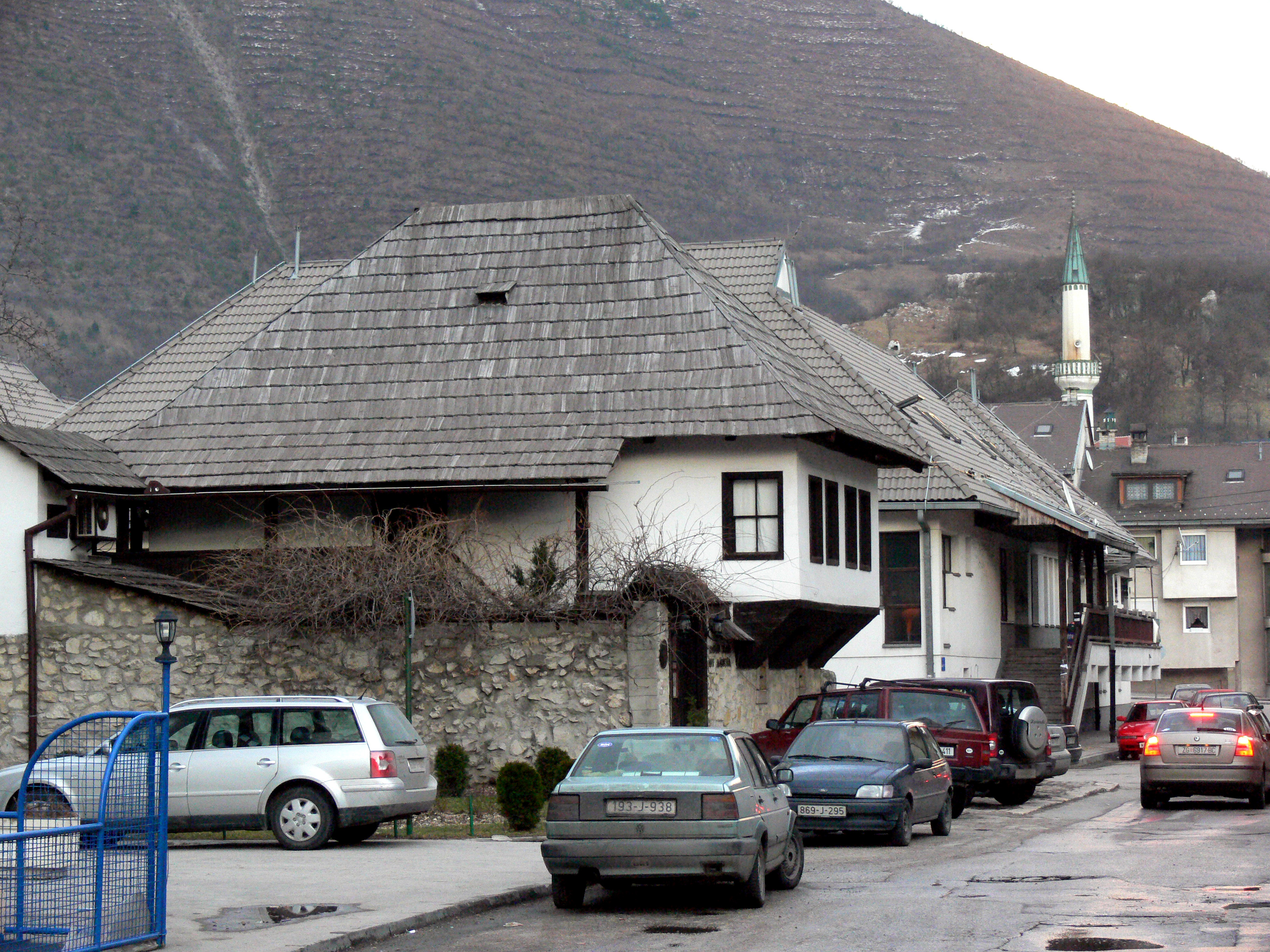
イヴォ・アンドリッチの生家
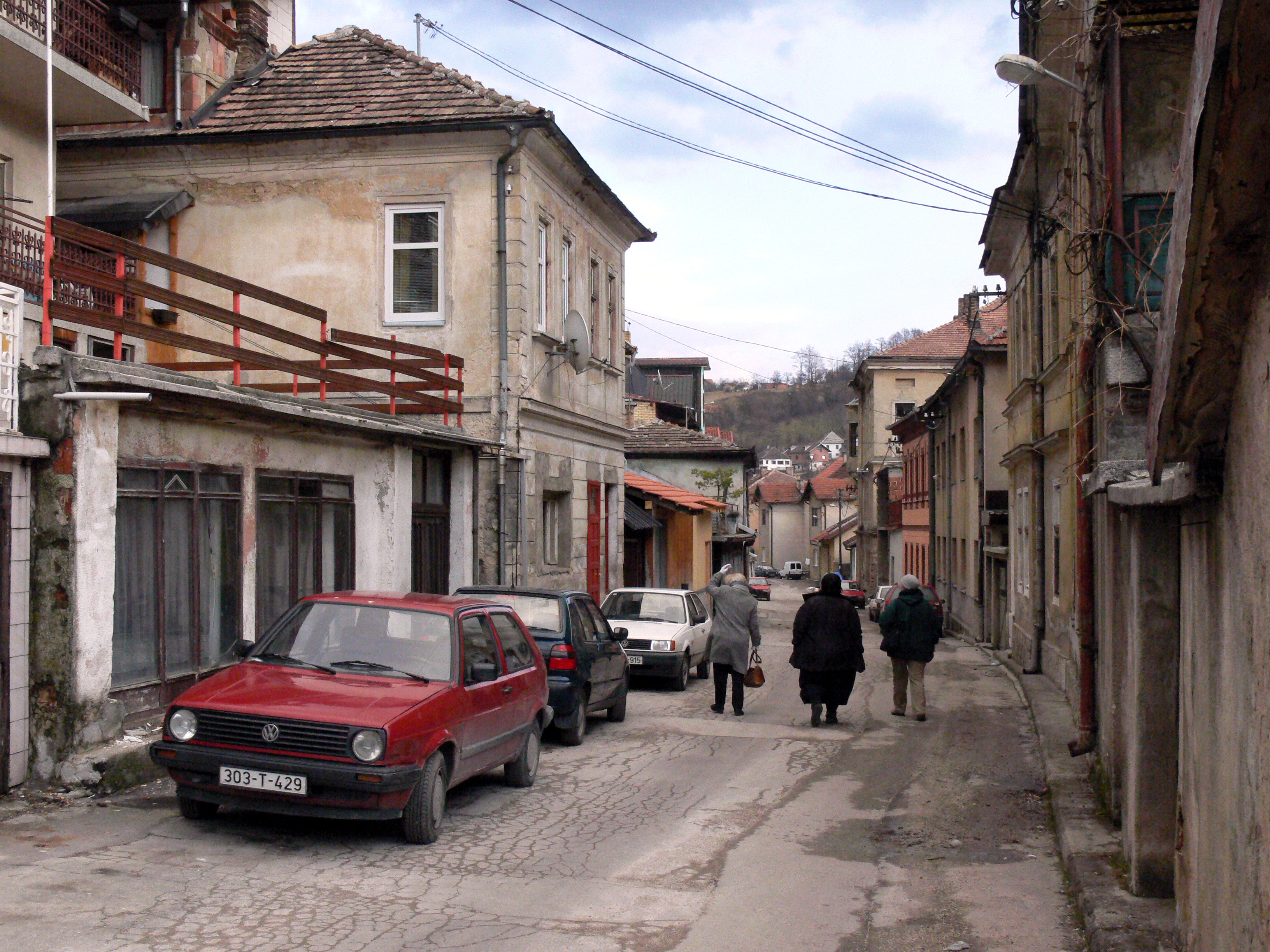
ポトゥルマハラ
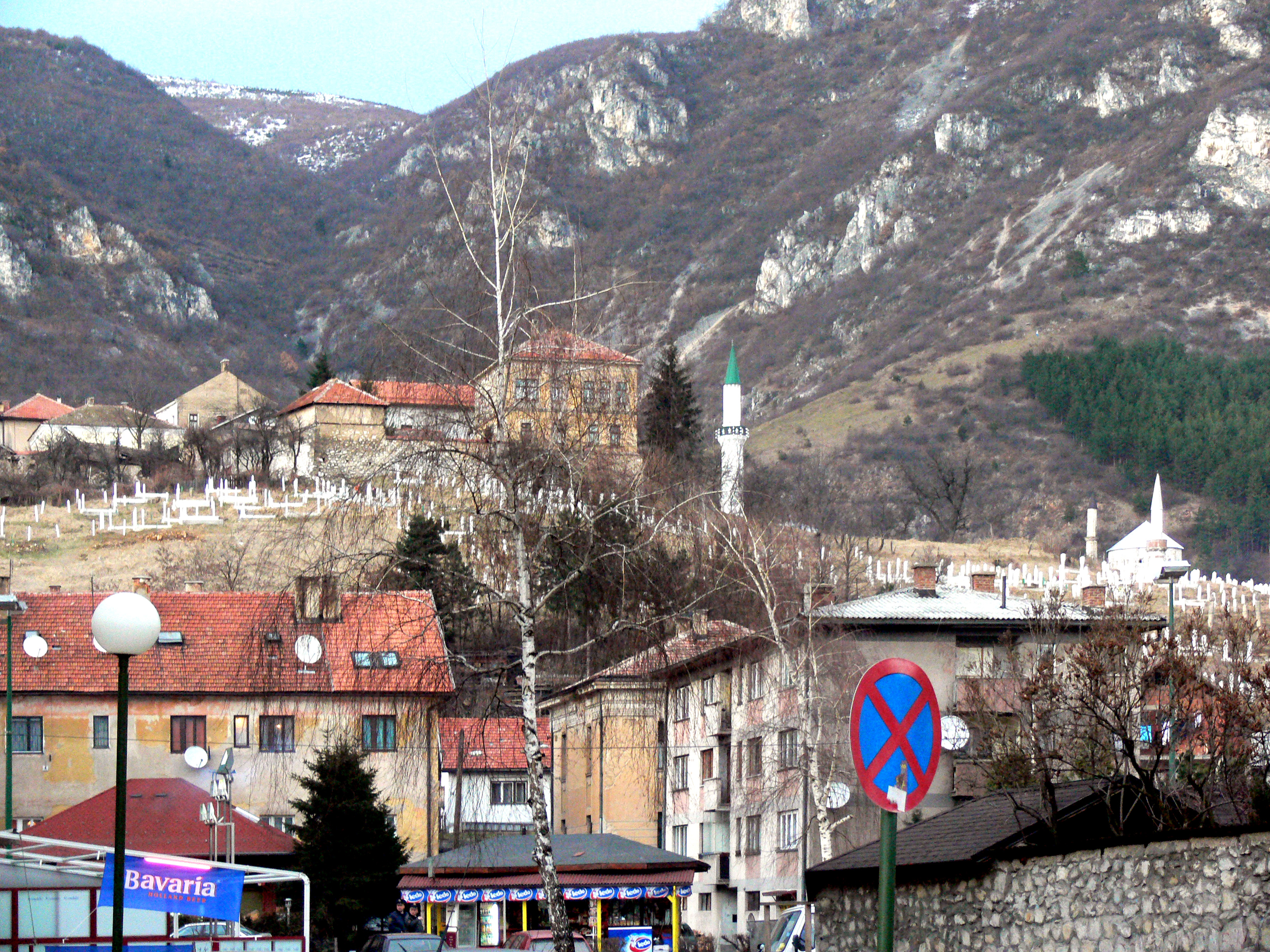
旧市街
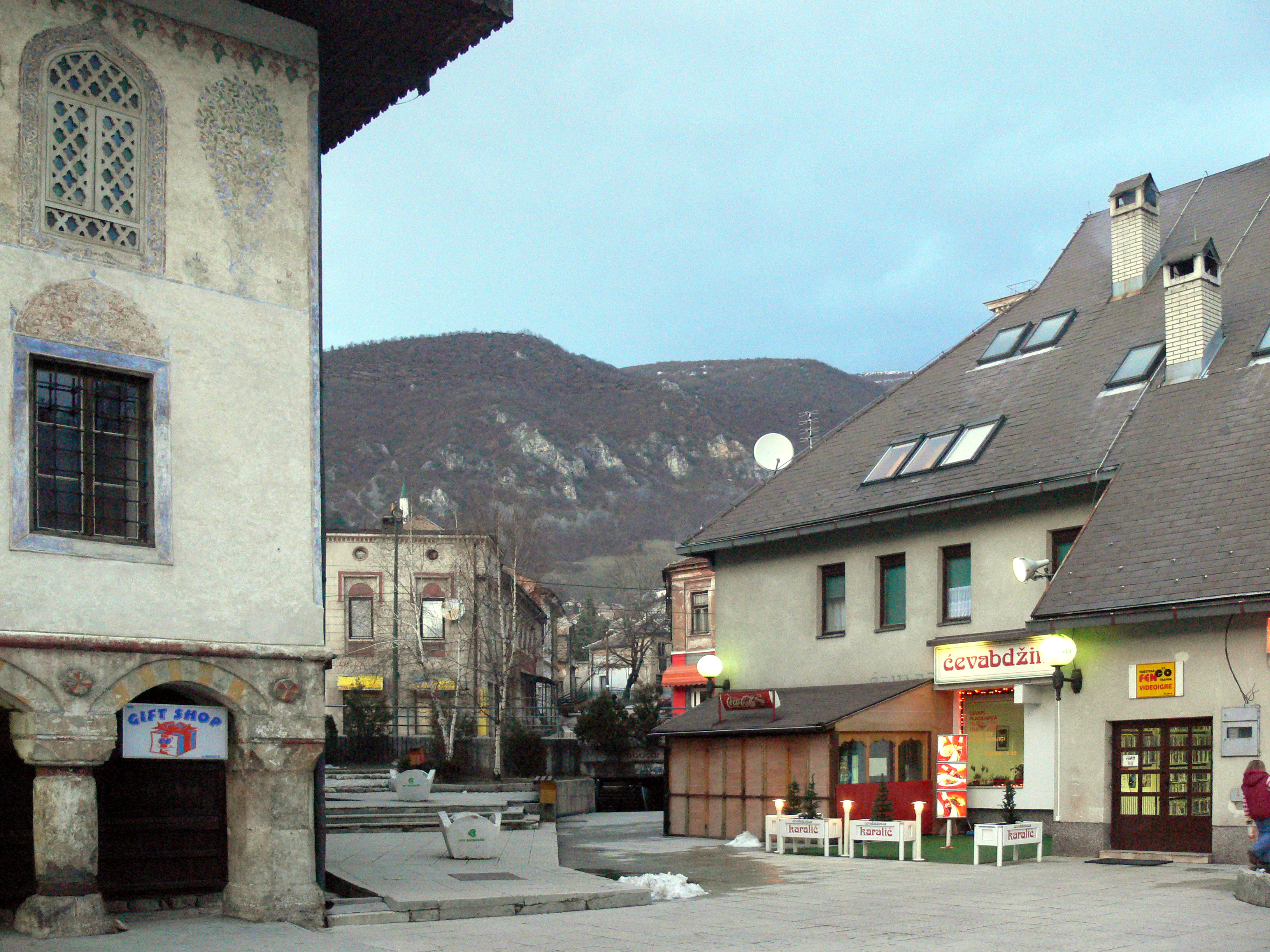
中心部
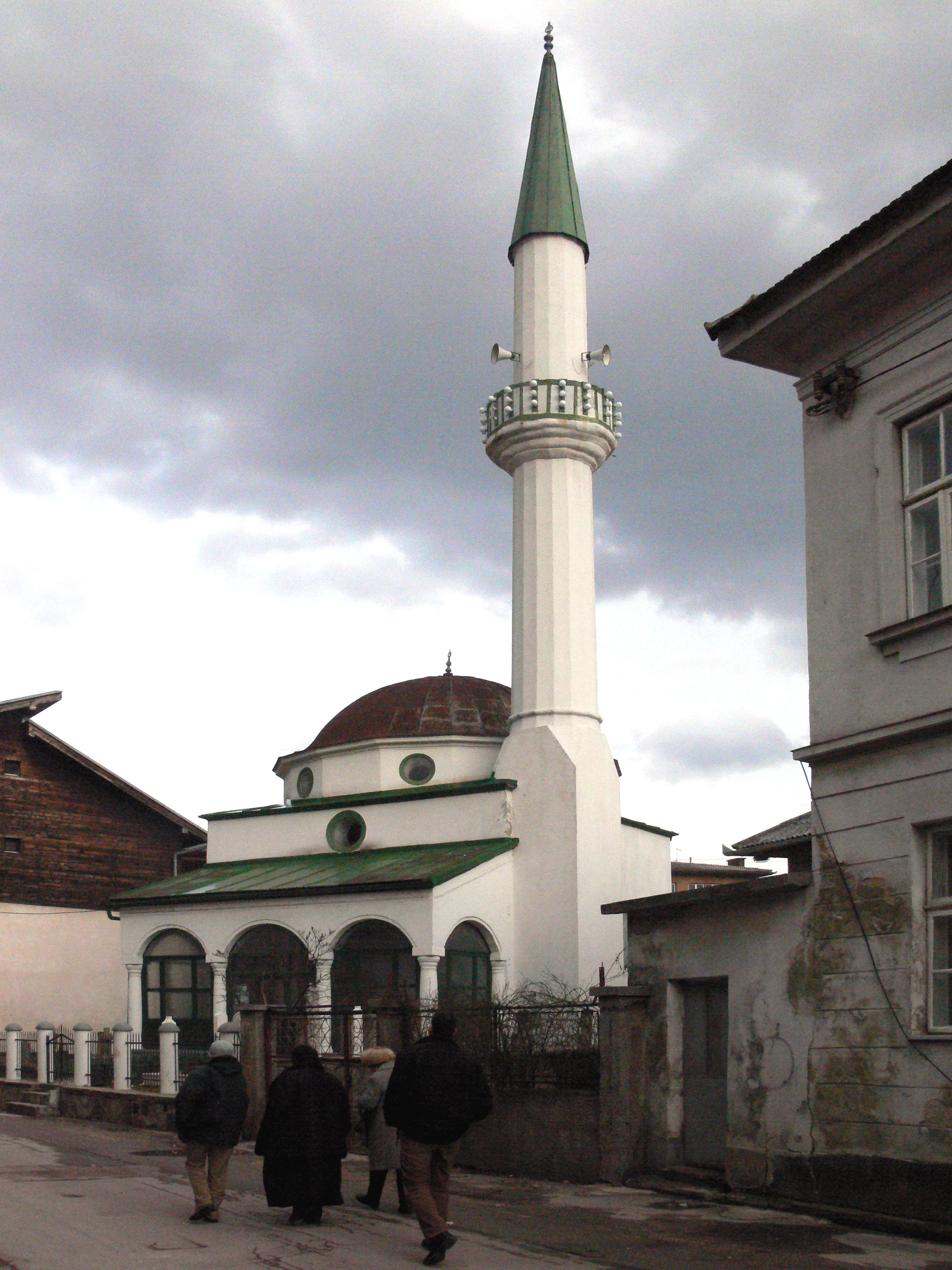
モスク